# Premi Emmy 1951
La cerimonia dei Premi Emmy 1951, nota retroattivamente come 3ª edizione dei Primetime Emmy Awards (3rd Primetime Emmy Awards), si è tenuta all'Ambassador Hotel di Los Angeles il 23 gennaio 1951.
Fu l'ultima edizione che premiava programmi televisivi prodotti e trasmessi solo nell'area di Los Angeles.

## Primetime Emmy Awards

### Migliore serie drammatica
- Pulitzer Prize Playhouse
- Fireside Theater
- Mama
- Philco TV Playhouse
- Studio One

### Migliore attore
- Alan Young
- Sid Caesar
- José Ferrer
- Stan Freberg
- Charles Ruggles

### Migliore attrice
- Gertrude Berg
- Judith Anderson
- Imogene Coca
- Helen Hayes
- Betty White